# Don Masson
Donald "Don" Sandison Masson (født 26. august 1946 i Banchory, Skotland) er en tidligere skotsk fodboldspiller (midtbane).
Masson tilbragte størstedelen af sin karriere i England, hvor han blandt andet spillede ti sæsoner hos Notts County og fire hos Middlesbrough. Han spillede desuden 17 kampe og scorede fem mål for det skotske landshold. Hans første landskamp var et opgør mod Wales 6. maj 1976, hans sidste en VM 1978-kamp 3. juni 1978 mod Peru.
Masson repræsenterede sit land ved VM i 1978 i Argentina, og var på banen i én af scotternes tre kampe, det ovenfornævnte opgør mod Peru..